# Rynek Solny w Zamościu

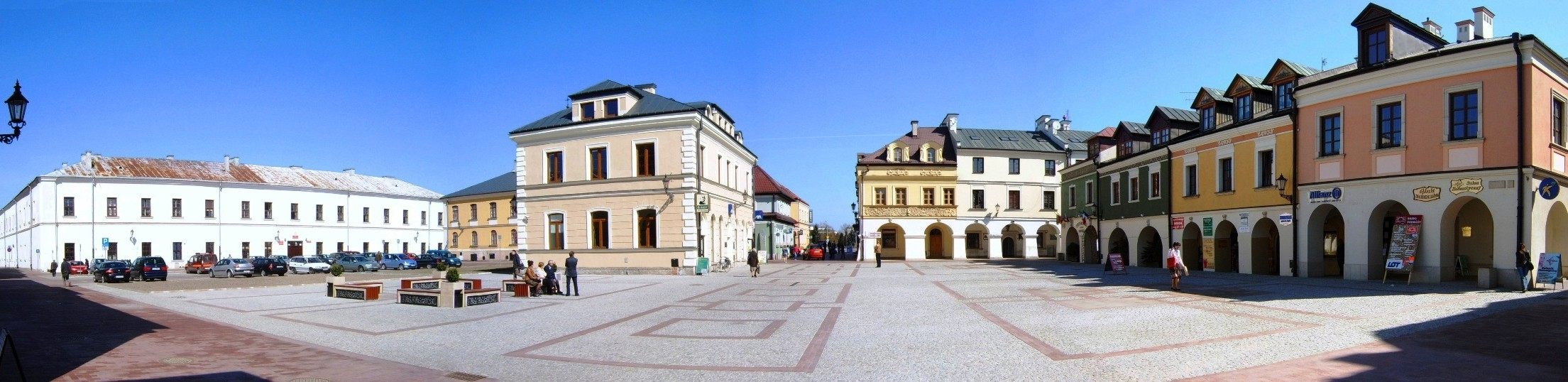
Rynek Solny (widok od południa)

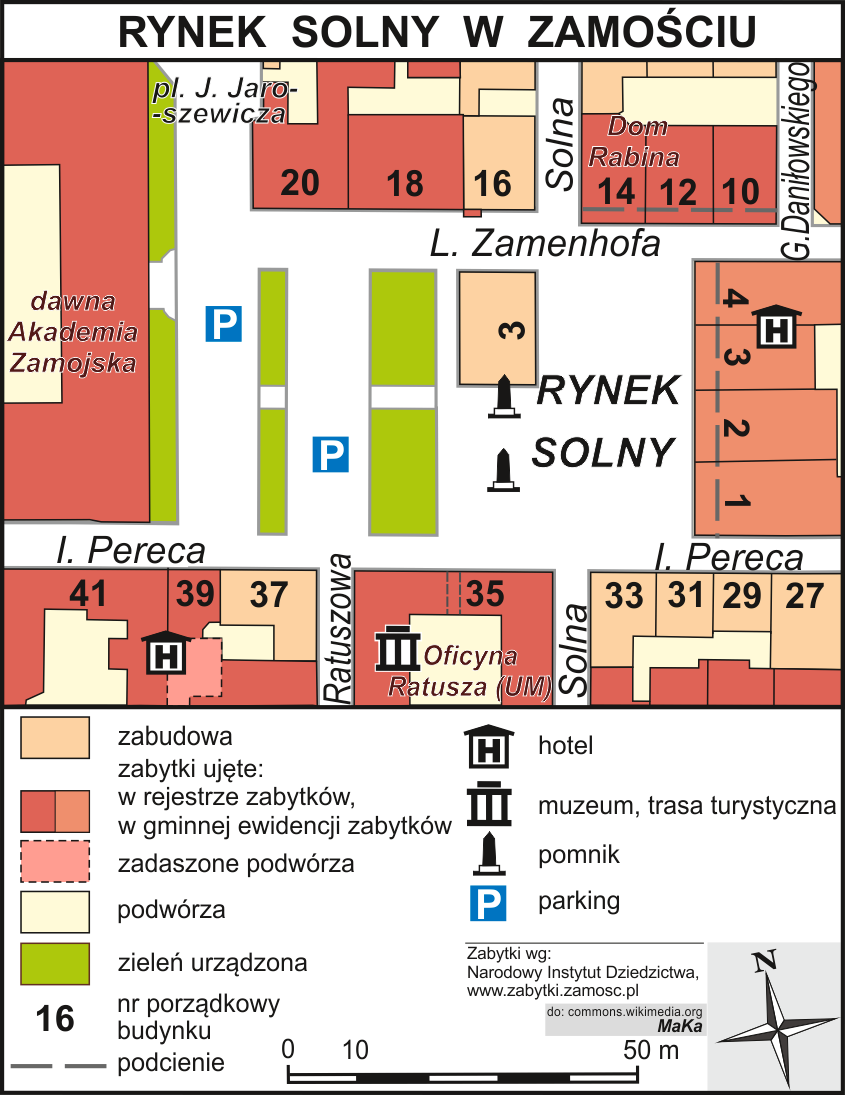
Plan Rynku Solnego

Rynek Solny w Zamościu – jeden z dwóch obok Rynku Wodnego rynków pomocniczych w Zamościu. Wraz z Rynkiem Wielkim i Rynkiem Wodnym tworzą ważną oś kompozycji zespołu Starego Miasta.

## Historia

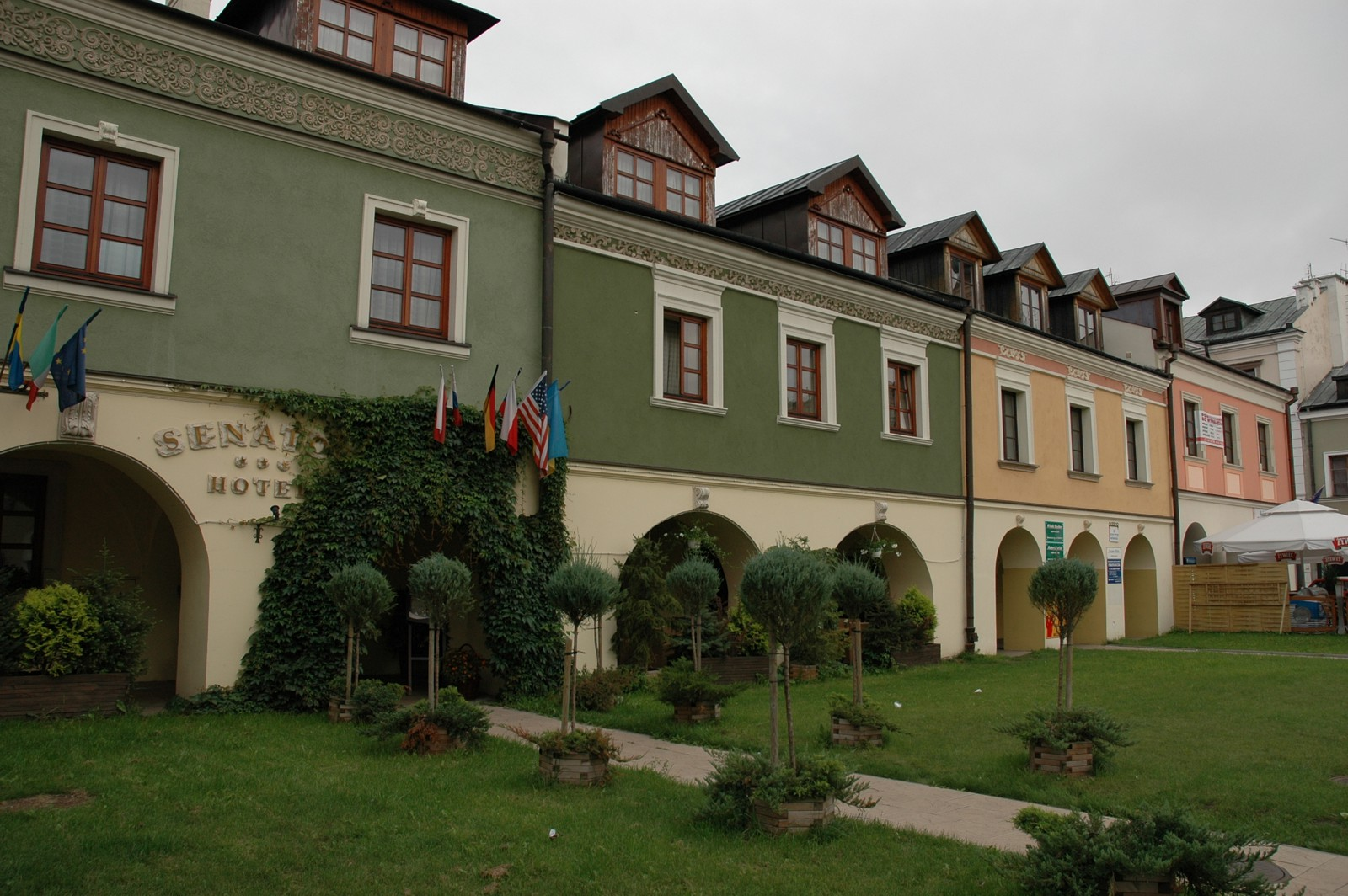
Kamienice przy Rynku Solnym (wschodnia pierzeja z dawnym trawnikiem)

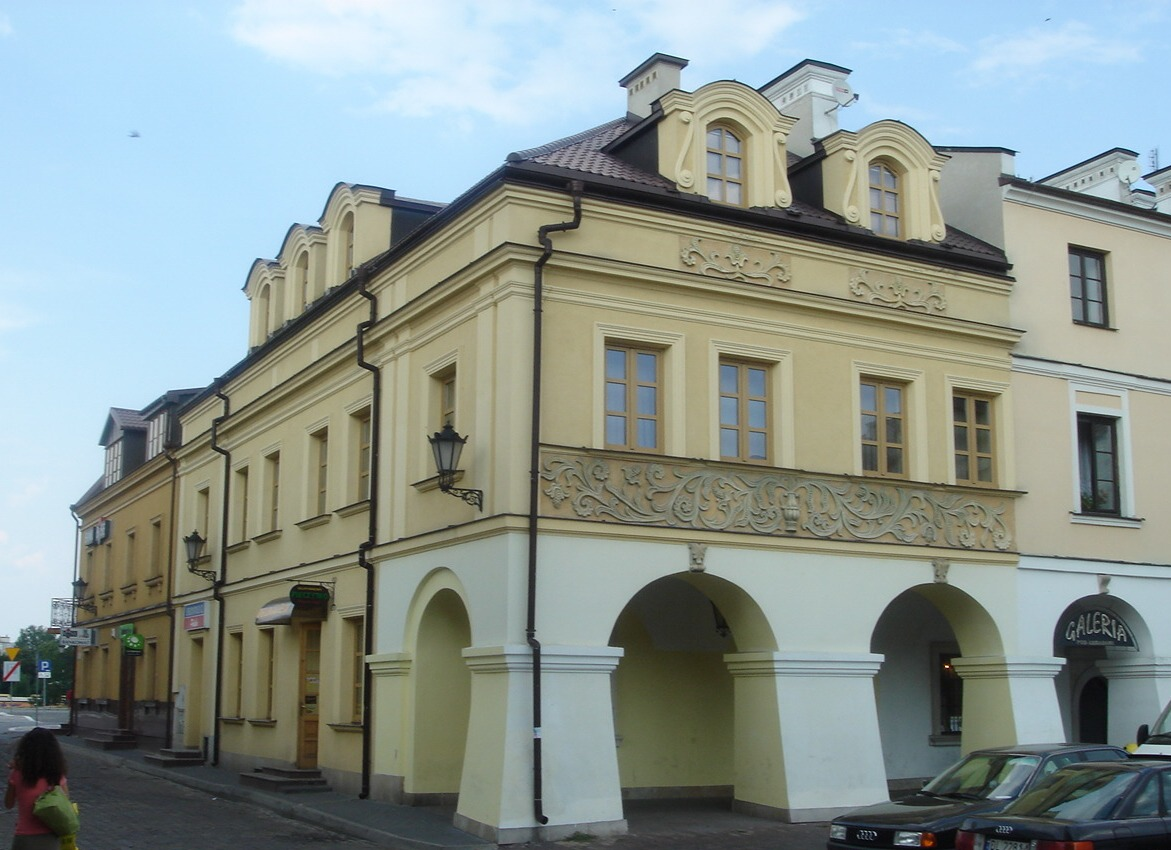
Kamienica "Dom Rabina" przy Rynku Solnym (północna pierzeja)

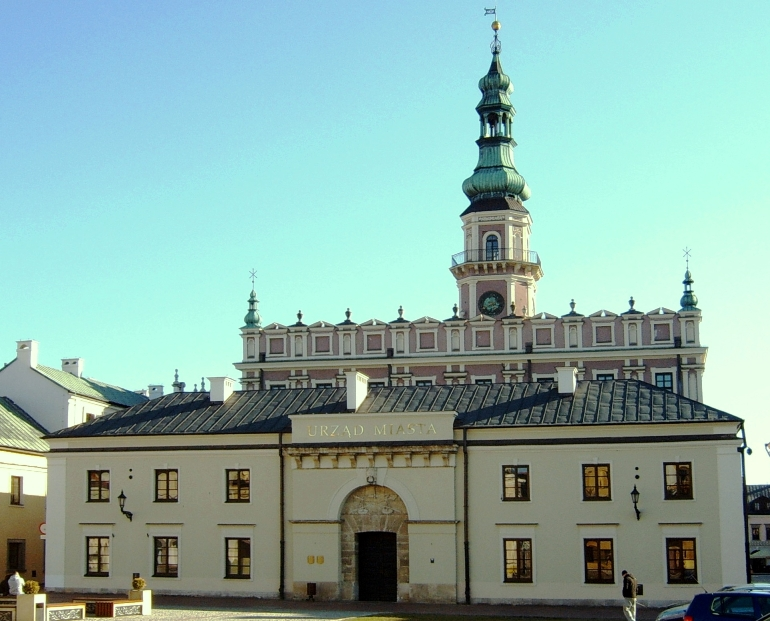
Urząd Miasta Zamość od strony Rynku Solnego (południowa pierzeja)

Pierwsza wzmianka z nazwą rynku pochodzi z 1588 roku i związana jest z handlem solą sprowadzoną do Zamościa z Drohobycza. Dodatkowo charakter handlowy rynku potwierdza obrócenie ku niemu zespołu targowego kilkudziesięciu jatek miejskich, widocznych w inwentaryzacji Malletskiego z 1820 roku.
Poza ścisłym centrum w toku rozwoju miasta, bloki wytyczone zgodnie z planem Moranda zmieniały swe przeznaczenie, bywały dzielone i przeregulowywane. Wśród bloków tworzących pierzeje Rynku Solnego swój pierwotny kształt zachował blok wschodni oraz partie bloków pierzei północnej. Dyskusyjne wśród badaczy było zagadnienie pierzei zachodniej. W swym studium o urbanistyce Zamościa Adam Miłobędzki dowodzi, iż symetryczna do wschodniej zachodnia wobec Rynku Solnego pierzeja, choć projektowana przez Moranda, nie została nigdy zrealizowana. Potwierdza to "Civitates orbis terranum" G. Brauna z 1603 roku, na którym Rynek Solny rozciąga się aż do budynku Akademii.

### XVII wiek
W drugiej połowie XVII wieku Rynek Solny zostaje przegrodzony przez nieregularny blok śródrynkowy, przez co jego obszar został zmniejszony o prawie połowę - plan de Jonsac'a. Plany z II poł. XVIII wieku elewację wschodnią tego bloku ukazują mniej więcej w linii elewacji wschodniej ratusza. Plan Kandlbindera przedstawia prostokątny Rynek zamknięty od zachodu rozległym blokiem zabudowy z uskokową linią zabudowy od południa. 

### XIX wiek
Kolejne zmiany przynosi początek XIX wieku, gdy miasto przekształcono w twierdzę. Wyburzono wtedy cztery domy w pobliżu ratusza, dla nadania placowi możliwie regularnego kształtu. Zlikwidowano ponadto wagę miejską i stajnię. Na tyłach ratusza urządzono plac musztry oraz dobudowano wartownię, wykorzystywaną również jako więzienie. Pod koniec XIX wieku jeden z budynków przy ul. Wjazd Lubelski wyremontowano na rezydencję komendanta Twierdzy - tzw. "Generałówka".

### XX wiek
Na początku XX wieku przybudowano budynek "wojskowy" oraz budynek mleczarni, które zostały usunięte. Od końca XIX wieku rynek pełnił ponownie funkcję targową. Przed wojną stały tu trzy rzędy straganów i zadaszona studnia.

### Obecnie
Obecnie Rynek Solny ma kształt prostokąta (ok. 90 na 50 m), ograniczonego ulicą L. Zamenhofa od północy, ulicą I. Pereca od południa, gmachem dawnej Akademii Zamojskiej od zachodu i kamienicami z podcieniami po wschodniej stronie (zajętymi przez hotel i restauracje), natomiast na linii północ-południe przecina go ulica Solna prowadząca do Rynku Wielkiego. Podcienia występują także we fragmencie północnej pierzei Rynku, na której znajduje się jedna z bogato zdobionych kamienic - dawny "Dom rabina". Jedyny budynek poza pierzejami to położony na rogu ulic L. Zamenhofa i Solnej, wybudowany w XIX wieku dla celów wojskowych - dawna mleczarnia (rozebrana) i łaźnia. Do wyjątkowych obiektów można też zaliczyć położone w południowej pierzei (ul. I. Pereca) wspomniane więzienie (z XIX w.), jakie w późniejszych latach połączono z ratuszem (po jego północnej stronie) - obecnie zajęte przez Urząd miasta (łącznie z ratuszem), a od 2011 r. dostępna jest tu podziemna trasa turystyczna (jako oddział Muzeum Zamojskiego). Zachodnia część Rynku stanowi parking, zaś wschodnia przy kamienicach z podcieniami to miejsce letnich ogródków z parasolami.
W roku 2010, dzięki funduszom unijnym przyznanym miastu Zamość, w ramach jednego z projektów Rynek Solny został objęty gruntownymi zmianami, których efektem jest nadanie mu zupełnie nowej kompozycji i zagospodarowania.
Na rynku stoją 2 pomniki: większy to umieszczona przy dawnym budynku wojskowym kotwica pochodząca ze statku związanego z miastem - MS Ziemia Zamojska, natomiast bliżej ratusza pomiędzy podświetlanymi ławkami do siedzenia postawiono niewielki pomnik krasnala o imieniu Batiaryga (postać z poezji Lusi Ogińskiej - "Księgi krasnali roztoczańskich").